# San Floro
San   Floro község (comune) Olaszország Calabria régiójában, Catanzaro megyében.

## Fekvése
A megye központi részén fekszik. Határai: Borgia, Caraffa di Catanzaro, Catanzaro, Cortale, Girifalco és Maida.

## Története
A települést valószínűleg a 9. században alapították baziliánus szerzetesek. Középkori épületeinek nagy része az 1783-as calabriai földrengésben elpusztult. A 19. század elején vált önálló községgé, amikor a Nápolyi Királyságban felszámolták a feudalizmust.

## Népessége
A népesség számának alakulása:

## Főbb látnivalói
- San Nicola Vescovo-templom